# Ренатиньо
Ренато Рибейро Каликсто (порт. Renato Ribeiro Calixto; род. 4 октября 1988, Кардозу, Сан-Паулу) — бразильский футболист, защитник клуба «Гуанчжоу Фули», выступающий на правах аренды в «Тяньцзинь Тяньхай».

## Карьера
Ренатиньо — выпускник молодёжной системе «Коритиба». Он был вызван в основной состав в 2008 году в Чемпионато Паранаэнсе, где ему удалось забить отличный штрафной удар. Затем он был отправлен в команду «Лондрина» для получения игрового опыта.
В октябре 2008 года Ренатиньо был отдан в аренду «Лондрине» для участия в 2008 году в Копа Парана и он помог команде выиграть титул. Он забил единственный гол в финале, реализовав пенальти.